# جون ويليام فرينش
جون ويليام فرينش هو سياسي كندي، ولد في 22 أكتوبر 1888 في كندا، وتوفي في 8 نوفمبر 1970 في كوكشاير ايتون في كندا. حزبياً، نشط في الإتحاد الوطني. وقد انتخب عضو الجمعية الوطنية في كيبك ‏.